# Langfjord (Møre og Romsdal)
De Langfjord is een 35 km lange fjord in de Noorse provincie Møre og Romsdal.
Het is een vertakking van de Romsdalsfjord die in oost-westelijke richting verloopt. De fjord begint tussen het meest oostelijke punt van het eiland Sekken in Molde en het plaatsje Okseneset in Rauma, en eindigt bij het dorpje Eidsvåg in de gemeente Nesset. 
De fjord vertakt verder aan het westelijke uiteinde in de Rødvenfjord, en aan het oostelijke uiteinde in de Eresfjord, beide naar het zuiden gericht.
De Åfarnes–Sølsnes-veerpont verbindt de plaatsjes Sølsnes op de noordelijke oever met Åfarnes op de zuidelijke, als deel van de Fylkesvei 64 (Provinciale weg 64). Een geplande tunnel, de Langfjordtunnel, zou in de toekomst de veerpont moeten vervangen.